# Wacław Twardzik

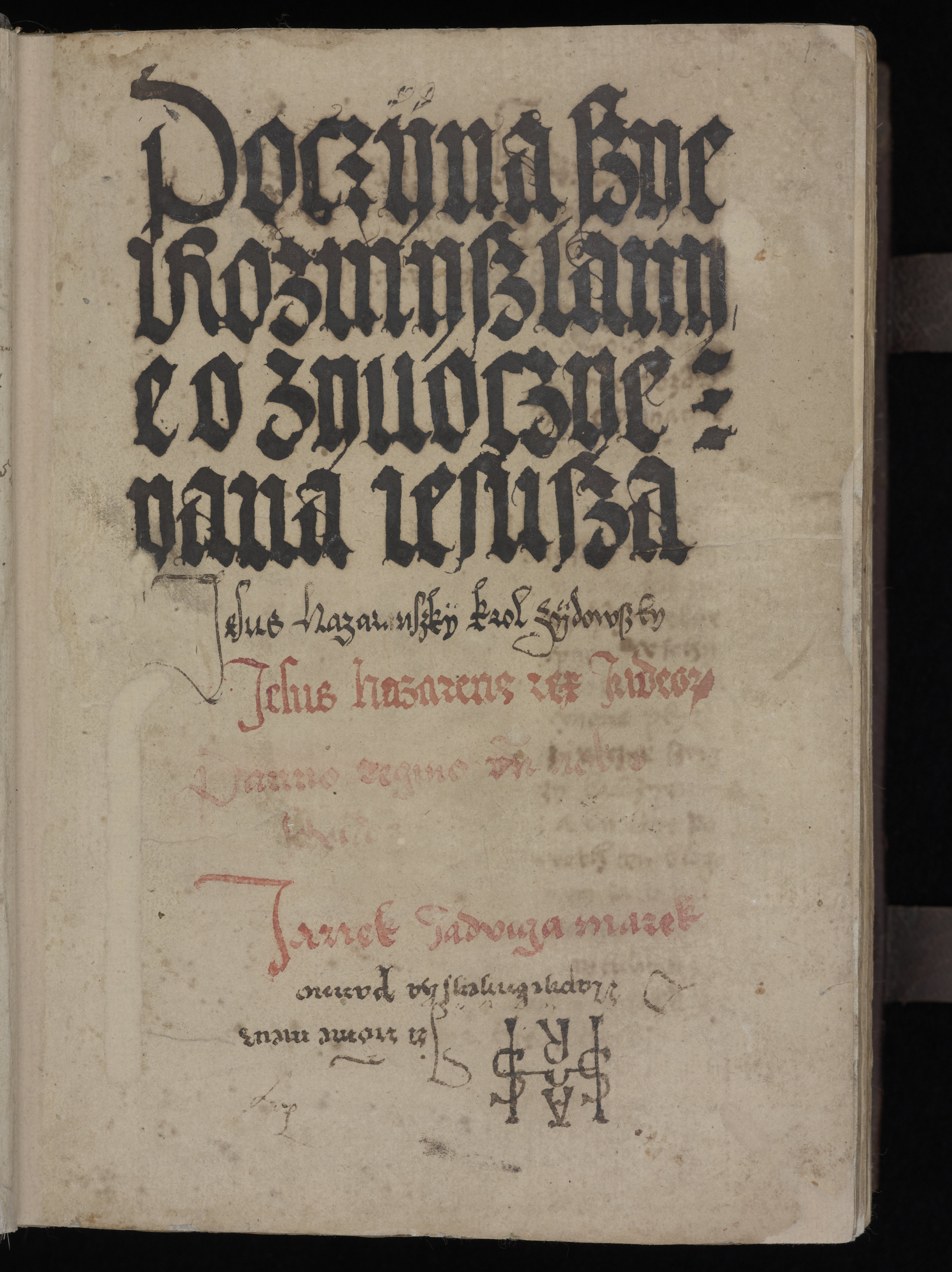
Ważne miejsce w dorobku naukowym prof. Wacława Twardzika zajmowały badania nad Rozmyślaniem przemyskim

Wacław Bartłomiej Twardzik (ur. 27 października 1937 w Jaszczwi, zm. 25 kwietnia 2014) – polski filolog językoznawca, polonista, mediewista, profesor.

## Życiorys
Wacław Twardzik urodził się 27 października 1937 w Jaszczwi. W 1954 rozpoczął studia na Uniwersytecie Jagiellońskim w Krakowie. Za przedmiot edukacji wybrał filologię polską. Pod kierunkiem prof. Witolda Taszyckiego napisał pracę magisterską na temat Kodeksu Stradomskiego, zrecenzowaną przez prof. Zenona Klemensiewicza. W 1959 Tadeusz Lehr-Spławiński przyjął go na III rok slawistyki. Studia slawistyczne w zakresie filologii serbsko-chorwackiej ukończył w 1961. W 1970 obronił doktorat napisany pod kierunkiem prof. Stanisława Urbańczyka. W 1998 otrzymał stopień doktora habilitowanego. W lipcu 2000 roku otrzymał tytuł naukowy profesora nauk humanistycznych od Prezydenta RP. Od 2011 był członkiem korespondentem Polskiej Akademii Umiejętności. W latach 2001–2008 był kierownikiem Pracowni Języka Staropolskiego Instytutu Języka Polskiego PAN. Od roku 1998 był członkiem Rady Naukowej IJP PAN. Był autorem wielu artykułów w Słowniku staropolskim (w którego redakcji pracował od 1960).

## Dorobek naukowy
Autor kilkudziesięciu rozpraw na temat języka staropolskiego, wydań ortyli magdeburskich i Rozmyślania Przemyskiego. Napisał między innymi artykuł O uważniejszym aniżeli dotychmiast tekstu staropolskiego czytaniu i jakie z niego pożytki płyną rozprawa śliczna i podziwienia godna. Przygotował elektroniczną edycje najdawniejszych polskich tekstów (Biblioteka Zabytków Polskiego Piśmiennictwa Średniowiecznego).

## Nagrody
- laureat Nagrody Sekretarza Wydziału I PAN w 1977[2].
- laureat Nagrody im. Kazimierza Nitscha w 2000[2],
- laureat Nagrody Prezesa Rady Ministrów w 2004[2].

## Życie prywatne
Był żonaty z iberystką i tłumaczką Jadwigą Konieczną-Twardzikową.

## Upamiętnienie
W 2007 ukazał się tom jubileuszowy poświęcony Wacławowi Twardzikowi, za tytułowany Amoenitates vel lepores philologiae. W 2014 pamięć uczonego uczczono konferencją Jak badać teksty staropolskie, zorganizowaną w Poznaniu.
Wisława Szymborska napisała o nim jeden z felietonów z cyklu Lektury nadobowiązkowe. Noblistka przedstawiła uczonego jako osobę nieuchwytną, do której nie można się dodzwonić.
W roku 2017 ukazał się zbiór wspomnień przyjaciół i kolegów o Profesorze Twardziku: Wacek, czyli przypisy do konterfektu Profesora Wacława Twardzika, oprac. Roman Mazurkiewicz, Kraków, Księgarnia Akademicka, 2017.